# Bigby
Bigby – wieś w Anglii, w hrabstwie Lincolnshire, w dystrykcie West Lindsey. Leży 37 km na północ od Lincoln i 228 km na północ od Londynu.